# EsseGesse
EsseGesse était une équipe de dessinateurs italiens, composée de Giovanni Sinchetto, Dario Guzzon, et Pietro Sartoris, qui fut l'une des plus célèbres et 
durables dans le panorama des fumetti italiens, et très populaire dans les années 1950 et 1960.

## Historique
S'étant chacun reconnu impuissant à s'établir en auteur complet de façon autonome les trois artistes fusionnèrent leurs capacités sous une marque commune, EsseGesse soit S-G-S, pour la matérialisation de leur premier personnage du western. Leur maîtrise de la figuration et la puissance évocatrice de leurs personnages devait leur valoir par la suite de voir leur travail traduit en français, serbo-croate, en turc, en grec, en suédois, en danois, et en norvégien.
Olenwald il Nibelungo - une création graphique de Franco Donatelli, alors dessinateur établi - fut ainsi publié en série dans la Gazetta dei Piccoli, supplément pour enfants du quotidien turinois La Gazetta del Popolo, du n°8 le 19 février 1950 au n°25 le 18 juin 1950.
Après une courte tentative en 1965 de s'établir en tant que maison d'édition sous le sigle SISAG, EsseGesse fut contrainte de revenir à sa simple vocation de studio de production graphique.